# Argel, Kotayk
Argel là một đô thị thuộc tỉnh Kotayk, Armenia. Dân số ước tính năm 2011 là 3282 người.